# Rotura prematura de membranas
Rotura prematura de membranas (RPM) é uma complicação da gravidez em que ocorre rotura da bolsa amniótica antes do início do trabalho de parto. O sinal mais evidente é o extravasamento ou jorro súbito de líquido pela vagina. Entre as possíveis complicações para o bebé estão o parto prematuro, compressão do cordão umbilical e infeções como corioamnionite. Entre as possíveis complicações para a mãe estão a placenta abrupta e endometriose pós-parto.
Entre os fatores de risco estão infeções do líquido amniótico, antecedentes de rotura prematura das membranas, hemorragias no último trimestre, fumar e baixo peso da mãe. O diagnóstico é suspeito com base nos sintomas e num exame com espéculo, podendo ser confirmado com análises ao líquido vaginal ou ecografia. Quando a rotura prematura ocorre antes das 37 semanas de gestação é denominada ruptura prematura das membranas pré-termo.
O tratamento depende de quão avançada está a gravidez e se estão ou não presentes outras complicações da gravidez. Em grávidas com mais de 34 semanas de gestação sem outras complicações, geralmente recomenda-se indução do parto. Em alguns casos pode ser aguardado algum tempo para que o trabalho de parto se inicie de forma espontânea. Em grávidas entre as 24 e 34 semanas de gestação sem outras complicações, é recomendada a administração de corticosteroides para amadurecer os pulmões do feto e observação atenta. Em grávidas de risco para estreptococos do grupo B podem ser administrados antibióticos. O parto está geralmente indicado para grávidas sem complicações, independentemente de quão avançada está a gravidez.
A rotura prematura de membranas é uma complicação que afeta cerca de 8% das gravidezes a termo e 30% das gravidezes pré-termo. Antes das 24 semanas, apenas 1% das gravidezes são complicadas por rotura prematura das membranas. O prognóstico depende da presença ou não de complicações relacionadas com a prematuridade, como a Enterocolite necrotizante, hemorragia intraventricular ou paralisia cerebral.

## Sinais e sintomas
O único sintoma da RPM é perda de um fluido claro pela vagina, durante a gravidez. É indolor, sem contrações uterinas. Porém, se houve saído do mecônio(fezes do feto) o fluido será escuro e causa importante infecção local (corioamionite). Essa infecção causa febre, dor e outros sintomas sistêmicos. Essa complicação não é comum, mas possui elevado risco de mortalidade fetal.

## Fatores de risco
Os principais fatores de risco para rotura prematura de membrana são:
- Infecções: principalmente infecção do trato urinário, doenças sexualmente transmissíveis, infecções do trato genital inferior (por exemplo, vaginose bacteriana) ou infecções nas membranas do saco amniótico (corioamnionite).
- Uso de tabaco durante a gravidez
- Uso de drogas ilícitas durante a gravidez
- RPM ou parto prematuro nas gestações anteriores
- Polidrâmnio: excesso de líquido amniótico
- Gestação múltipla: estar grávida de dois ou mais fetos ao mesmo tempo
- Tendo episódios de sangramento vaginal a qualquer momento durante a gravidez
- Procedimentos invasivos (por exemplo, uma amniocentese)
- Desnutrição ou estar abaixo do peso normal
- Insuficiência do colo do útero: ter um colo do útero curto ou prematuramente dilatado durante a gravidez
- Baixo nível socioeconômico